# Ptisana novoguineensis
Ptisana novoguineensis là một loài dương xỉ trong họ Marattiaceae. Loài này được Rosenst. Murdock mô tả khoa học đầu tiên năm 2008.